# Ottenbach (Zwitserland)
Ottenbach is een gemeente en plaats in het Zwitserse kanton Zürich, en maakt deel uit van het district Affoltern.
Ottenbach telt 2283 inwoners (2007).